# هر کس سینمای خودش
هر کس سینمای خودش (به فرانسوی: Chacun son cinéma) یک فیلم چندگانه فرانسوی است که به مناسبت شصتمین سالگرد جشنواره فیلم کن در سال ۲۰۰۷ ساخته شد. این فیلم مجموعه‌ای از ۳۴ فیلم کوتاه است که هر کدام ۳ دقیقه زمان دارند و توسط ۳۶ کارگردان بزرگ و موفق دنیا کارگردانی شده‌اند. این پروژه نماینده ۵ قاره و ۲۵ کشوری است که فیلم‌سازان دعوت‌شده از آنها، دریافت‌های ذهنی خودشان را که از طریق سینما به آنها جان بخشیده‌اند، در زمانی کوتاه ارائه کنند.
سفارش‌دهنده و تهیه‌کننده این فیلم اپیزودیک گروهی، ژیل ژاکوب رئیس جشنواره کن بود. ۳۲ فیلم از این پروژه را ۳۲ کارگردان، و ۲ فیلم را دو برادر به نام‌های برادران کوئن و برادران داردن ساخته‌اند.

## اکران و توزیع
هر کس سینمای خودش در گشایش جشنواره فیلم کن ۲۰۰۷ در ۲۰ مه به نمایش گذاشته شد. فیلم در همان شب از کانال پلاس در فرانسه نیز پخش شد. فیلم دیوید لینچ که به‌موقع آماده نشده بود، در شب افتتاحیه، پیش از فیلم شب‌های بلوبری من ساخته وونگ کار وای به نمایش گذاشته شد. هر کس سینمای خودش پس از آن در شبکه‌های تلویزیونی دیگری از جمله شبکه فرانسوی آلمانی آرته روی آنتن رفت. حق کپی رایت هر یک از اپیزودهای سه دقیقه‌ای در اختیار کارگردان و تهیه‌کننده آن است، اما کل فیلم به جشنواره کن تعلق دارد.

### دی‌وی‌دی‌ها
دو نسخه دی‌وی‌دی (با کد منطقه‌ای ۲) از فیلم ارائه شد. یکی توسط استودیوکانال در مه ۲۰۰۷ و دیگری توسط پیرامید در اکتبر ۲۰۰۷ توزیع شدند. فیلم سینما جهان برادران کوئن در فهرست هیچ‌یک از نسخه‌ها نیست. ساخته دیوید لینچ هم در دی‌وی‌دی استودیوکانال عرضه نشد.

## فیلم‌های کوتاه
| - ریموند دپاردون – سینمای سر باز - تاکشی کیتانو – یک روز کامل - تئو آنگلوپولوس – سه دقیقه - آندری کونچالوفسکی – در تاریکی - نانی مورتی – خاطرات یک سینمارو - هو شیائو-شین – خانه پرنسس برقی - ژان-پیر و لوک داردن – تاریکی - جوئل و اتان کوئن – سینما جهان - آلخاندرو گونزالز اینیاریتو – آنا - ژانگ ییمو – شبِ فیلم - عاموس گیتای – دیبکِ حیفا - جین کمپیون – خانم باگ - آتوم اگویان – اجرای دونمایشی آرتود - آکی کوریسماکی – ریخته‌گری - اولیویه آسایاس – فرازکشند - یوسف شاهین – ۴۷ سال بعد - سای مینگ-لیانگ – این یک رویاست - لارس فون تریر – سرگرمی‌ها | - رائول روئیز – هدیه - کلود للوش – سینما در اطراف یک گوشه - گاس ون سنت – نخستین بوسه - رومن پولانسکی – سینما اروتیک - مایکل چیمینو – بی‌نیاز از ترجمه - دیوید کراننبرگ – خودکشی آخرین یهودی دنیا در آخرین سینمای دنیا - وونگ کار وای – من ۹۰۰۰ کیلومتر برای رسیدن به تو پیمودم - عباس کیارستمی – رومئوی من کجاست؟ - بیله اوگوست – آخرین زمانِ نمایش - ایلیا سلیمان – ناجور - مانوئل دی اولیویرا – ملاقات یک‌نفره - والتر سالس –در ۵٬۵۵۷ مایلی کن - ویم وندرس – جنگ در صلح - چن کایگه – دهکده ژانخیو - کن لوچ – پایان خوش - دیوید لینچ – ابسوردا |